# Heinrich Möller (Musikschriftsteller)

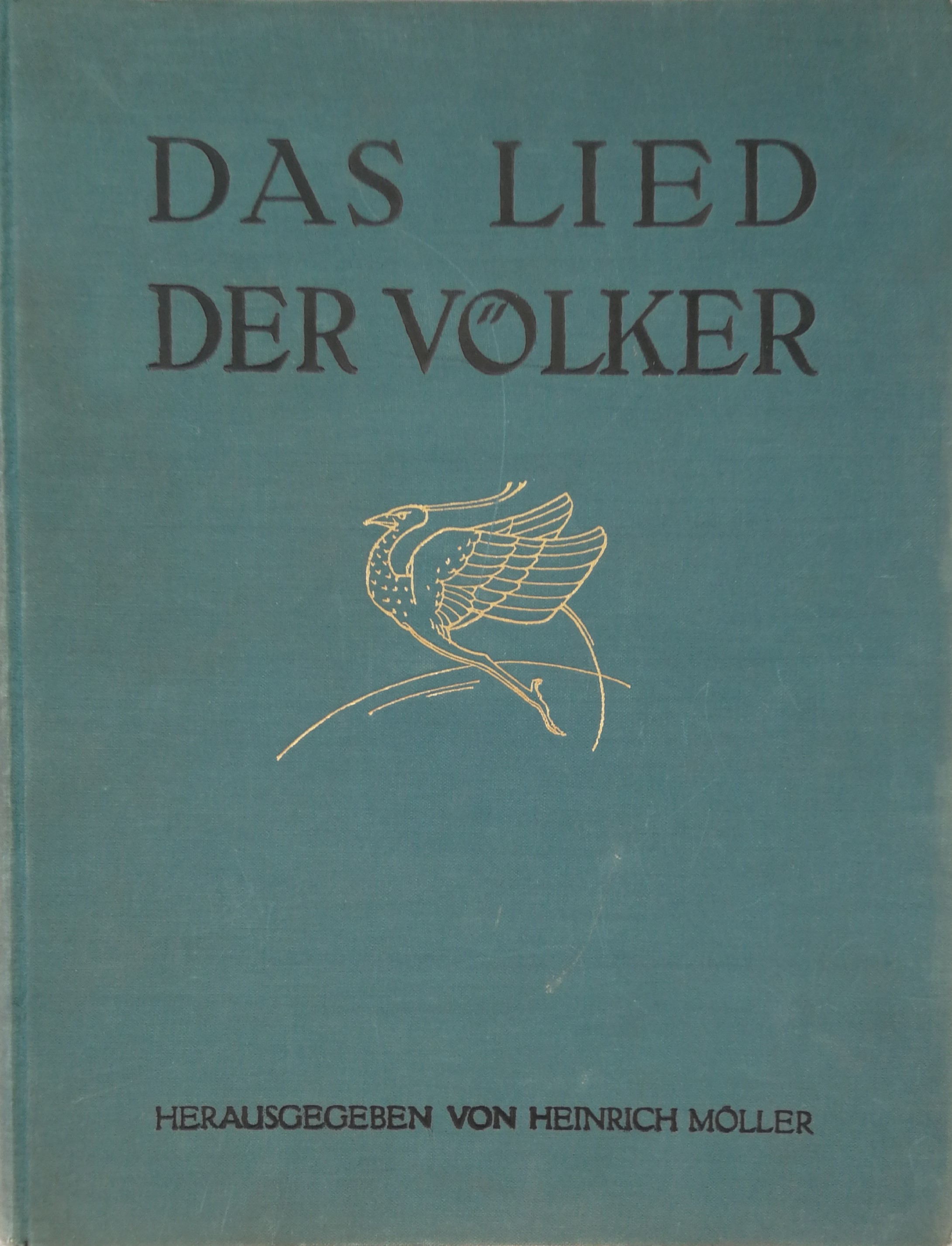
Band III von Das Lied der Völker

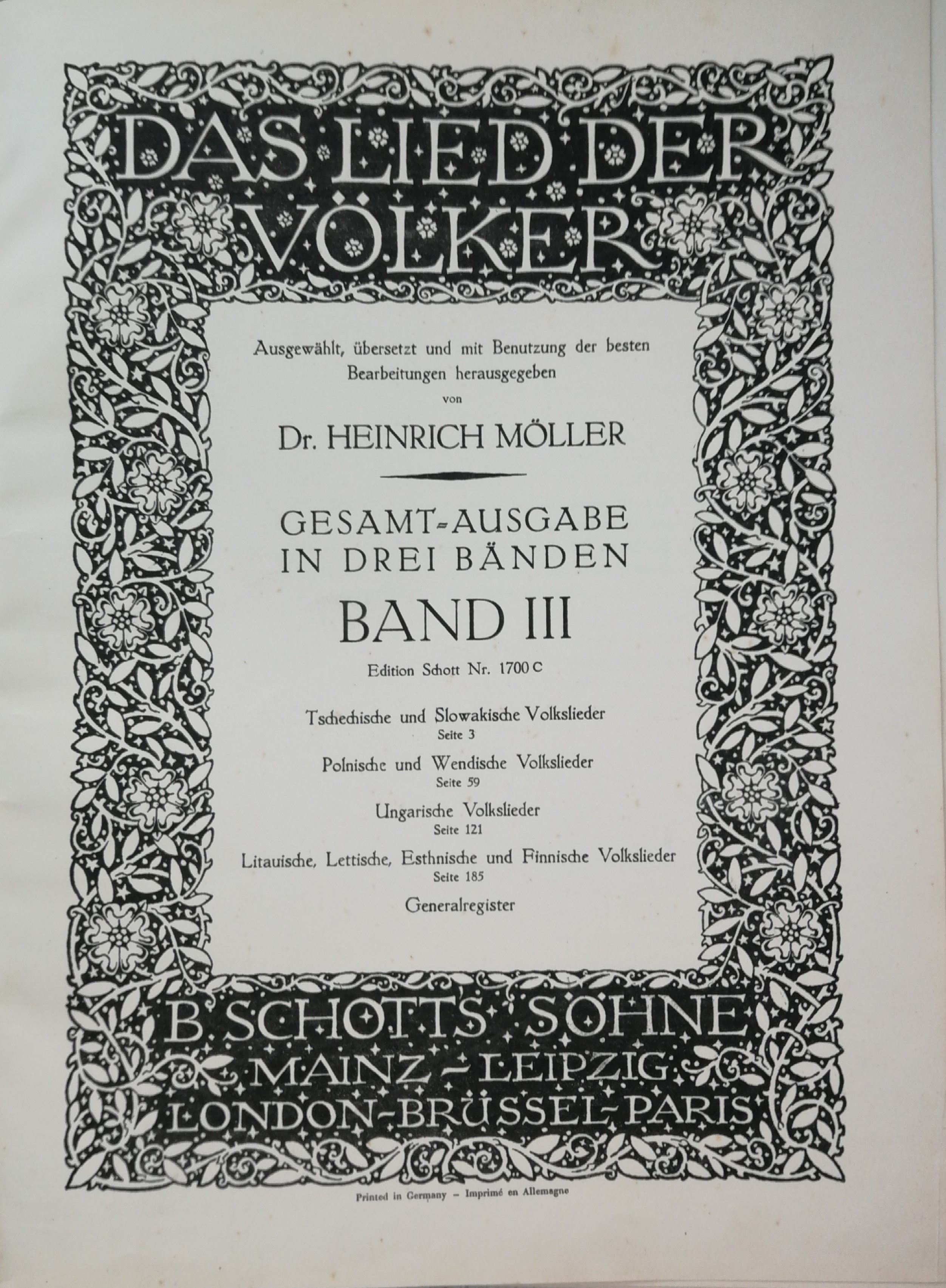
Band III von Das Lied der Völker Titelseite innen

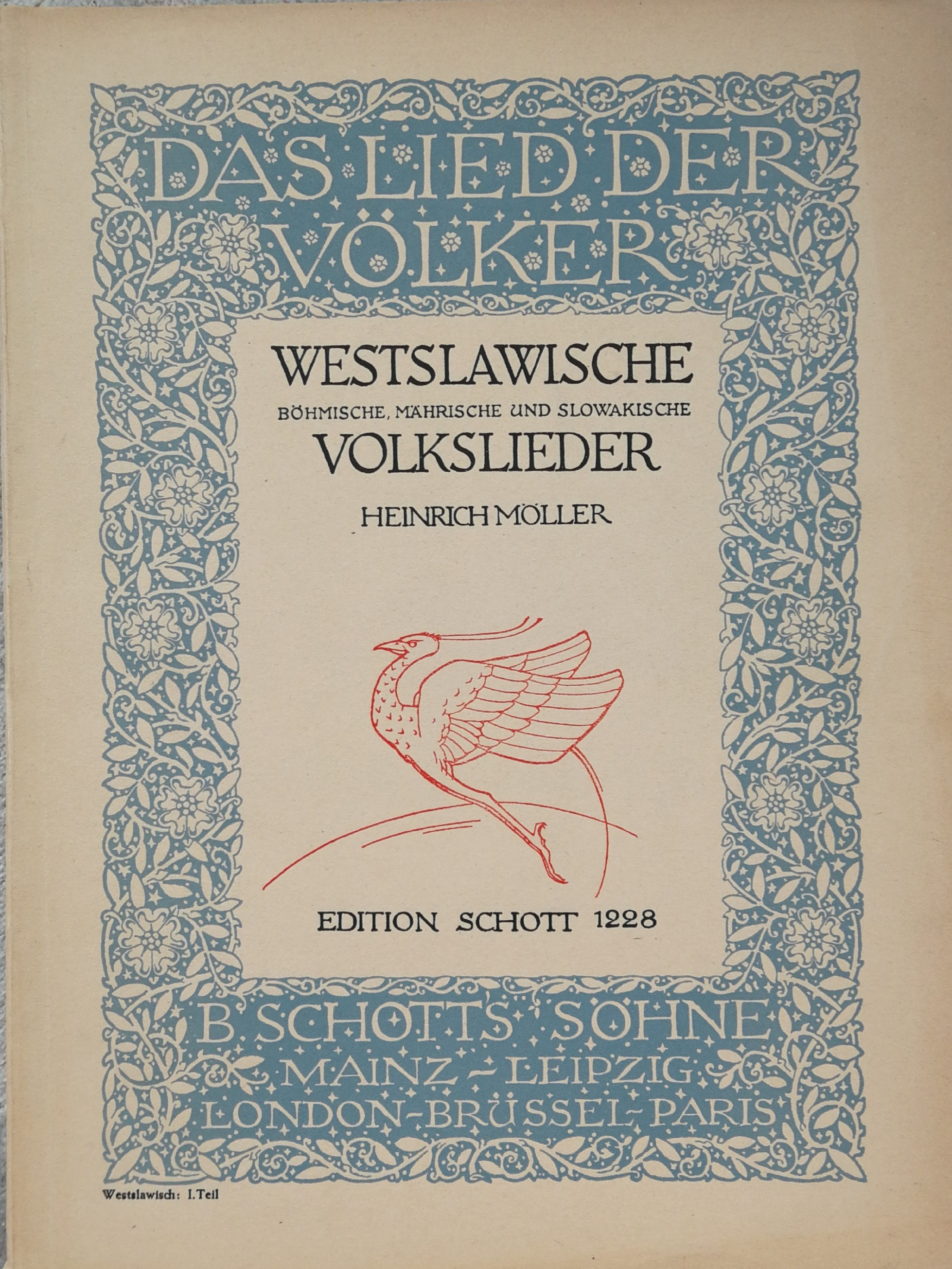
Einzelheft von Das Lied der Völker Westslawische Volkslieder

Heinrich Möller (* 1. Juni 1876 in Breslau; † 3. März 1958 in Naumburg)  war ein deutscher Musikschriftsteller und Musikwissenschaftler. Bekannt wurde er vor allem durch die Herausgabe der 13-bändigen bei Schott herausgegebenen Reihe Das Lied der Völker (Mainz, 1923–1929).

## Leben und Werk
Heinrich Möller studierte zunächst Germanistik in Leipzig und in Berlin bei Erich Schmid. Er promovierte bei diesem mit der Arbeit „Die Bauern in der Literatur des 16. Jahrhunderts“. Später studierte er bei Hugo Riemann, Hermann Kretzschmar und Max Friedländer Musikwissenschaft. Zusätzlich bildete er sich als Sänger aus.
Heinrich Möller wirkte als Musikreferent und -korrespondent von 1909 bis 1914 in Paris und von 1915 bis 1918 in New York. Bis 1923 lebte er dann in Breslau und anschließend in Naumburg. Von 1937 bis 1945 hatte er an der Universität Jena einen Lehrauftrag für Europäische Volksliedkunde inne.
Verdienstvolle Arbeit leistete er auch bei den Textübertragungen russischer Opern und Lieder (z. B. Mussorgski: Boris Godunow; Borodin: Fürst Igor; Rimski-Korsakow: Der goldne Hahn u. a.). Heinrich Möller bereitete die Herausgabe der Briefe des Musikkritikers Carl Fuchs an Friedrich Nietzsche vor.
Die Reihe Das Lied der Völker umfasst folgende Einzelhefte: Bd. 1 Russische; Bd. 2 Schwedische, norwegische, dänische und isländische; Bd. 3 Englische und nordamerikanische; Bd. 4. Bretonische, kymrische, schottische und irische; Bd. 5. Französische; Bd. 6 Spanische, katalanische, portugiesische und baskische; Bd. 7 Italienische; Bd. 8 Slowenische, kroatische, serbische und bulgarische; Bd. 9 Griechische, albanische und rumänische; Bd. 10 Tschechische, und slowakische; Bd. 11 Polnische und wendische; Bd. 12 Ungarische; Bd. 13 Litauische, lettische, estnische und finnische Volkslieder. Das Werk bot mehr als 500 Volkslieder mit jeweils originalsprachlichem Text und einer singbaren deutschen Übersetzung. Der Schott-Verlag gab das Werk ab 1930 auch in drei fest gebundenen Großbänden heraus. Thomas Mann beglückwünschte den Schott Verlag, „Das Lied der Völker“ „mit herzlichem Vergnügen und Beifall“ durchgesehen zu haben. Romain Rolland äußerte sich: „Eine derartige Ausgabe verdient in der ganzen Welt klassisch zu werden.“ „Fritz Jöde bezeichnete die Sammlung als das erste große Werk nach Johann Gottfried Herders „Stimmen der Völker in Liedern“, und Lob kam selbst von dem Lehrer der Zwölftonmusik Josef Rufer.“
Der österreichische Volksliedpädagoge Josef Gregor ging nach dem Zweiten Weltkrieg sein ähnlich gelagertes Volksliedprojekt der Klingenden Brücke an, bei dem jedoch aus der Motivation der Völkerversöhnung und  -verständigung heraus stärkeres Gewicht auf das Erlernen der fremdsprachigen Liedtexte und des kulturellen Kontextes (und nicht auf eine singbare deutschsprachige Übersetzung) gelegt wurde und immer noch gelegt wird.
Die Stadt Naumburg ernannte Heinrich Möller anlässlich seines 80. Geburtstages zum Ehrenbürger, das Staatssekretariat für Hochschulwesen ernannte ihn zum Professor. Der Nachlass Heinrich Möllers wird im Thüringischen Landesmusikarchiv an der Hochschule für Musik Franz Liszt Weimar aufbewahrt.